# Jaime Silva Silva
Marcelo Jaime Silva Silva (Talca, 23 de febrero de 1924 - Santiago de Chile, 3 de agosto de 1994) fue un abogado y político chileno. 

## Familia
Hijo de Humberto Silva Sepúlveda y Rosa Aurora Silva Escudero. En diciembre de 1953 se casó con Luisa Guillermina Dartnell Matte, hija de Pedro Dartnell Encina y Josefina Matte Amunátegui. No tuvieron hijos.

## Carrera política y profesional
En 1958 se desempeñó como director del diario La Nación, cargo al que renunció el 23 de marzo de 1959.
Se desempeñó como subsecretario del Interior durante toda la presidencia de Jorge Alessandri Rodríguez. Un año después del término de su gestión, se presentó como candidato a senador por la Sexta Agrupación Provincial, no resultando electo. En 1966 concurriría a la fusión del Partido Liberal con otros movimientos políticos de derecha para crear el Partido Nacional.
Entre 1965 y 1980 se desempeñó como miembro del Consejo General del Colegio de Abogados de Chile. También fue declarado Hijo Ilustre de Talca.
Se desempeñó como Vicepresidente de la Corporación de la Reforma Agraria, cargo al que renunció en 1974. Formó parte de la Comisión Ortúzar, como miembro de la Subcomisión del Derecho de Propiedad Agrícola, Urbana y Minera.
En enero de 1981 publicó el libro La casa de Silva en Chile, una investigación sobre la historia de dicho apellido en el país sudamericano.

## Historial electoral

### Elecciones parlamentarias de 1965
- Elecciones parlamentarias de 1965 a senador por la Sexta Agrupación Provincial (Curicó, Talca, Maule y Linares), para el período 1965-1973 (Fuente: Dirección del Registro Electoral, domingo 7 de marzo de 1965)

| Candidato                   | Partido | Votos  | %      | Resultado |
| --------------------------- | ------- | ------ | ------ | --------- |
| Sergio Diez Urzúa           | PCU     | 12 392 | 8,84%  |           |
| Eduardo Silva Pizarro       | PCU     | 730    | 0,50%  |           |
| Raúl Irarrázaval Lecaros    | PCU     | 565    | 0,40%  |           |
| Raúl Juliet Gómez           | PR      | 8145   | 5,80%  | Senador   |
| Joaquín Morales Abarzúa     | PR      | 7171   | 5,10%  |           |
| René Lagos Rojo             | PR      | 6252   | 4,46%  |           |
| José Foncea Aedo            | DC      | 15 212 | 10,85% | Senador   |
| Raúl Gormaz Molina          | DC      | 3039   | 2,21%  | Senador   |
| Patricio Aylwin Azócar      | DC      | 39 079 | 27,90% | Senador   |
| Ignacio Urrutia de la Sotta | PL      | 1336   | 0,95%  |           |
| Jaime Silva Silva           | PL      | 11 315 | 8,07%  |           |
| Pedro Opaso Cousiño         | PL      | 439    | 0,30%  |           |
| Rafael Tarud Siwady         | PS      | 26 512 | 18,90% | Senador   |
| Albino Barra Villalobos     | PS      | 8011   | 5,70%  |           |